# Paphinia levyae
Paphinia levyae är en orkidéart som beskrevs av Leslie Andrew Garay. Paphinia levyae ingår i släktet Paphinia och familjen orkidéer.
Artens utbredningsområde är Ecuador.

## Underarter
Arten delas in i följande underarter:
- P. l. angustisegmenta
- P. l. levyae